# Cibenda (Ciemas)
Cibenda is een bestuurslaag in het regentschap Sukabumi van de provincie West-Java, Indonesië. Cibenda telt 7304 inwoners (volkstelling 2010).